# Lupaeus platygnathus
Lupaeus platygnathus är en spindeldjursart som först beskrevs av Bu och Li 1991.  Lupaeus platygnathus ingår i släktet Lupaeus och familjen Cunaxidae. Inga underarter finns listade i Catalogue of Life.